# Rantzausgade
Rantzausgade er en gade på Nørrebro, København. Gaden strækker sig over ca. 700 m fra Åboulevard i øst til Jagtvej i vest.

## Historie
Kvarteret omkring Rantzausgade – der dengang hed Nordvestvej – omtales i 1850 som et 'rabarberkvarter', idet flere gartnerier i området mellem Rantzausgade og Ladegårdsåen dyrker rabarber. Rabarberkvarter bliver tidligere en nedsættende betegnelse for arbejderkvarterer over hele landet. I 1870'erne tager den tætte bebyggelse på gaden fart som følge af byggeboomet uden for voldene. Oprindeligt gik gaden kun fra Åboulevard til Brohusgade, men blev senere ført igennem til Jagtvej. I 1879 grundlægges virksomheden Glud & Marstrand, der producerer nationalklenodiet Madam Blå i en fabrik i nr. 22-24, og i 1905/1906 omdøbes gaden til Rantzausgade efter den adelige slægt Rantzau fra Holsten. Til slægten hører bl.a. Johan Rantzau. Gaden får kollektiv trafik, da sporvognslinje 13 oprettes i 1915. Sporvognene kører for sidste gang gennem gaden i 1964, hvor busserne kom til. Pr. 2021 betjenes gaden af Movias linje 68 (Bella Center – Lyngby Station).

## Begivenheder
- Den 23. februar 1945 blev Henning Walthing (f. 1917), som sammen med sin mor Agnes Walthing (f. 1885) drev Café 44 i Rantzausgade 44, afsløret som stikker for gruppen Svend Staahl, ledet af politibetjent på Amager, Paul Otto Ditlev Nielsen (f. 1913). Walthing blev pågrebet på cafeen, afhørt i Buddinge af medlemmer af modstandsgruppen BOPA og likvideret I Hareskoven af samme medlemmer. Hans mor enkefru Agnes Walthing (som var logiværtinde for Svend Staahl gruppen) og Paul Otto Ditlev Nielsen blev samme dag likvideret på fru Walthing´s og sønnen Hennings bopæl Thorvaldsensvej 13 på Frederiksberg.
- Ved Den Danske Brigades indmarch 6. maj 1945 blev brigaden beskudt af kollaboratører i krydset Jagtvej/Rantzausgade, hvorved tre brigadefolk blev dræbt. Der er rejst en mindesten ved Landsarkivet for de tre dræbte soldater.
- I forbindelse med Blekingegade-sagen kommer Rantzausgade i PET's søgelys, idet en lejlighed i nr. 31 mistænkes for at fungere som bandens dæklejlighed.
- Den 7. august 2004 blev et hus på hjørnet af Rantzausgade og Griffenfeldsgade besat af aktivister. To anholdes.
- Da en række danske medier 8. juni 2005 modtager en e-mail fra Aktionsgruppen Grænseløse Beate, viser det sig, at mailen er sendt fra internetcaféen Surf'n'Play i Rantzausgade.
- Ved et såkaldt drive-by-shooting 6. juni 2006 affyres mindst 11 skud fra en bil foran Café Cleopatra i Rantzausgade.[kilde mangler]
- Internetcaféen Surf'n'Play var også rammen for et skyderi den 14. september 2008, da der blev skudt mindst 11 skud mod caféen og to personer blev såret. Dette skyderi menes af nogen at være del af Bandekrigen.[1] Surf’n’Play blev sidenhen lukket og erstattet af en tapas-restaurant, efterfulgt af en vinbar, og der har ikke været problemer siden da.[2]
- Den 10. april 2007 bliver 7-Eleven i nr. 10 udsat for et røveri – men røveren opgiver, da ekspedienten griner af hans mumieagtige forklædning.[3]

## Nutid
For cyklister har gaden været en af de mest ulykkesramte i København. I deres projekt for fornyelse af gaden har kommunen sat fokus på dette, bl.a. gennem krav om ensretning og en lavere hastighedsgrænse.
Elementerne på gaden, der engang var forbundet med bandeproblemer, primært internetcaféen Surf’n’Play, er for længst lukket og er blevet erstattet af restauranter og vinbarer.

## Bygninger på gaden
Nr. 49: Her ligger Michelin-restauranten Jatak (restaurant), som har 1 stjerne.